# Cristian Zaharia
Valentin Cristian Zaharia, född 8 juli 1967 i Bukarest i Rumänien, är en rumänsk tidigare handbollsspelare (vänsternia), som bland annat spelade i HK Drott. Han spelade i laget när de blev svenska mästare säsongen 1990/1991. Zaharia har också varit förbundskapten för USA:s herrlandslag, 2001 till 2003. Sedan 1995 är han gift med simmerskan Noemi Lung.

## Klubbar
- CS Dinamo București (1984–1990)
- HK Drott (1990–1993)
- UMS Pontault-Combault HB (1993–1996)
- HSV Düsseldorf (1996–1997)
- AC Boulogne-Billancourt (1997–1998)

## Meriter i urval
- VM-brons 1990 med Rumäniens landslag
- Svensk mästare 1991 med HK Drott
- Rumänsk mästare 1986 med CS Dinamo București